# 7 (álbum de Lil Nas X)
7 es el EP debut del cantante estadounidense Lil Nas X, publicado el 21 de junio de 2019 por el sello Columbia Records.

## Sencillos
- «Old Town Road»

Es el primer sencillo de su EP debut. Fue publicado el 3 de diciembre de 2018 por su propia cuenta. La canción consiguió fama gracias a la plataforma TikTok antes conocida como Musical.ly, Gracias a la aceptación de la gente ante dicho sencillo. Finalmente, consiguió aumentar su popularidad, hasta que consiguió entrar en listas importantes, como el Billboard Hot 100, donde debutó en la posición número 83 en la semana del 16 de marzo de 2019. La canción que convirtió en la primera canción de Lil Nas X en debutar en la lista del Billboard. Según las semanas fueron pasando, la canción ascendía más rápido en la lista, a un punto en el que hizo su subida más alta en la lista saltando desde la posición 52 a la 34 gracias al award de Biggest Again in Airplay, a la siguiente semana, el sencillo siguió subiendo y saltó desde la 32 a la quince en solamente cuatro semanas. Hasta que la canción hizo un salto que muy pocos sencillos logran la cual fue saltar desde el su posición anterior el quince, hasta la uno, saltándose el top 10 en solamente un mes y un cuarto.
La canción consiguió estar doce semanas en el número 1, canción que no conseguía estar tanto tiempo en el pico de la lista desde «In My Feelings» de Drake, con un total de un año de diferencia. Internacionalmente, la canción también consiguió aparecer en listas como el UK Singles Chart lista en la cual también consiguió el número 1, donde estuvo 2 semanas en lo alto de la lista, siendo el primer número 1 de Lil Nas X en Reino Unido.
- «Panini»

El segundo sencillo del EP fue «Panini», una canción de trap que fue compuesta por Montero Hill, Denzel Baptiste, David Biral, Oladipo Omishore y Kurt Cobain. La canción ha conseguido aparecer en listas de Australia, Bélgica, Alemania, Reino Unido o Noruega. Siendo la segunda entrada de Lil Nas X a nivel internacional. La canción consiguió también entrar en el Billboard Hot 100, aunque no consiguió pellizcar el top 10.